# Wilczak (Bydgoszcz)

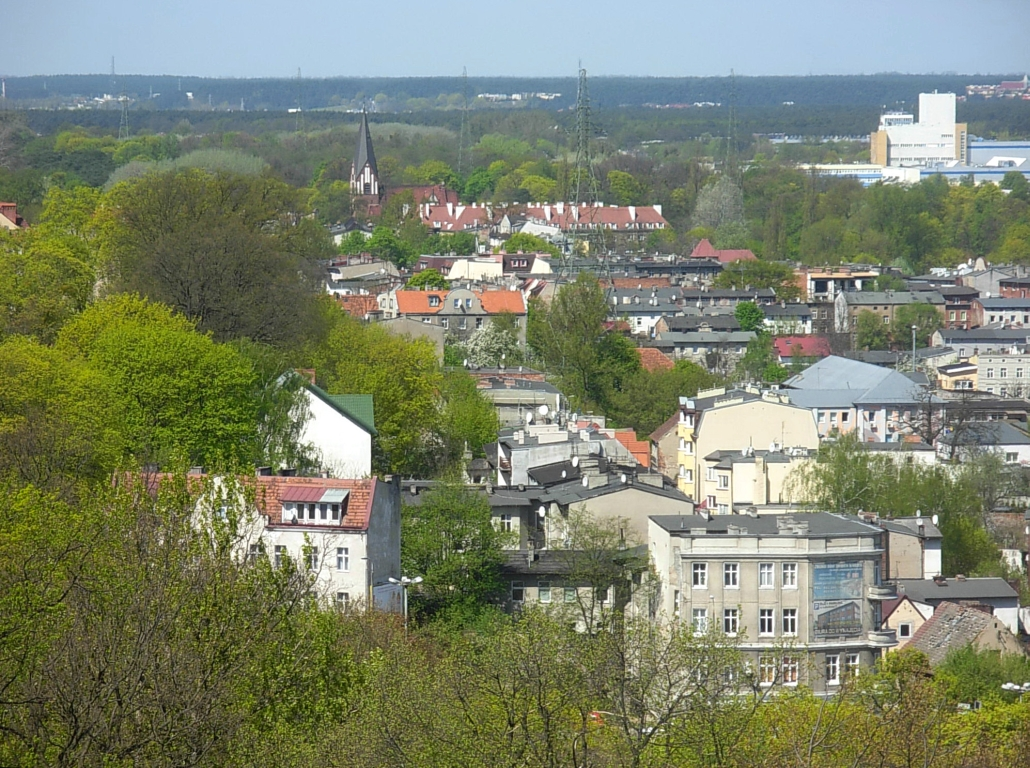
Wilczak widziany z wieży ciśnień

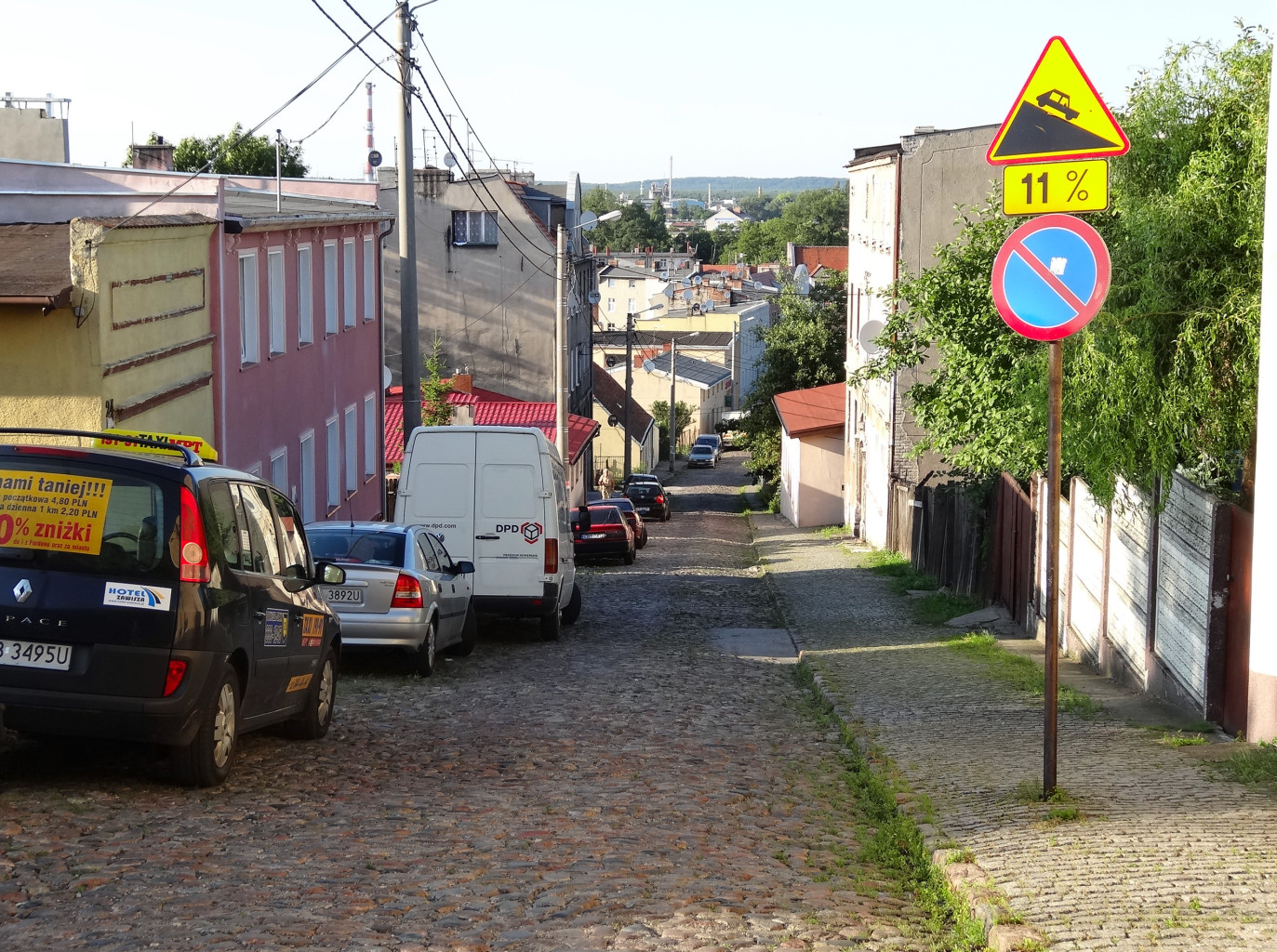
Ulica Różana

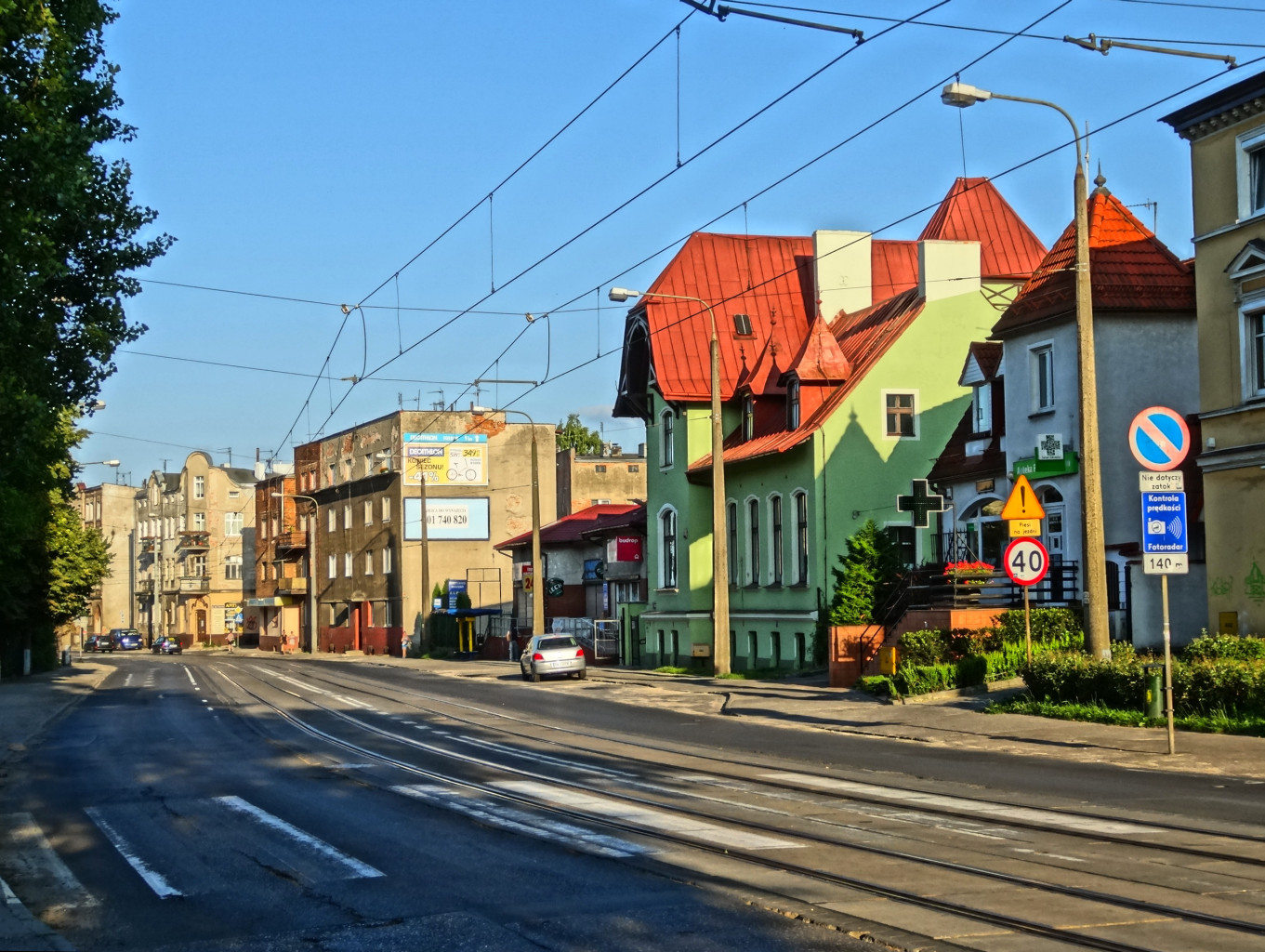
Ulica Nakielska

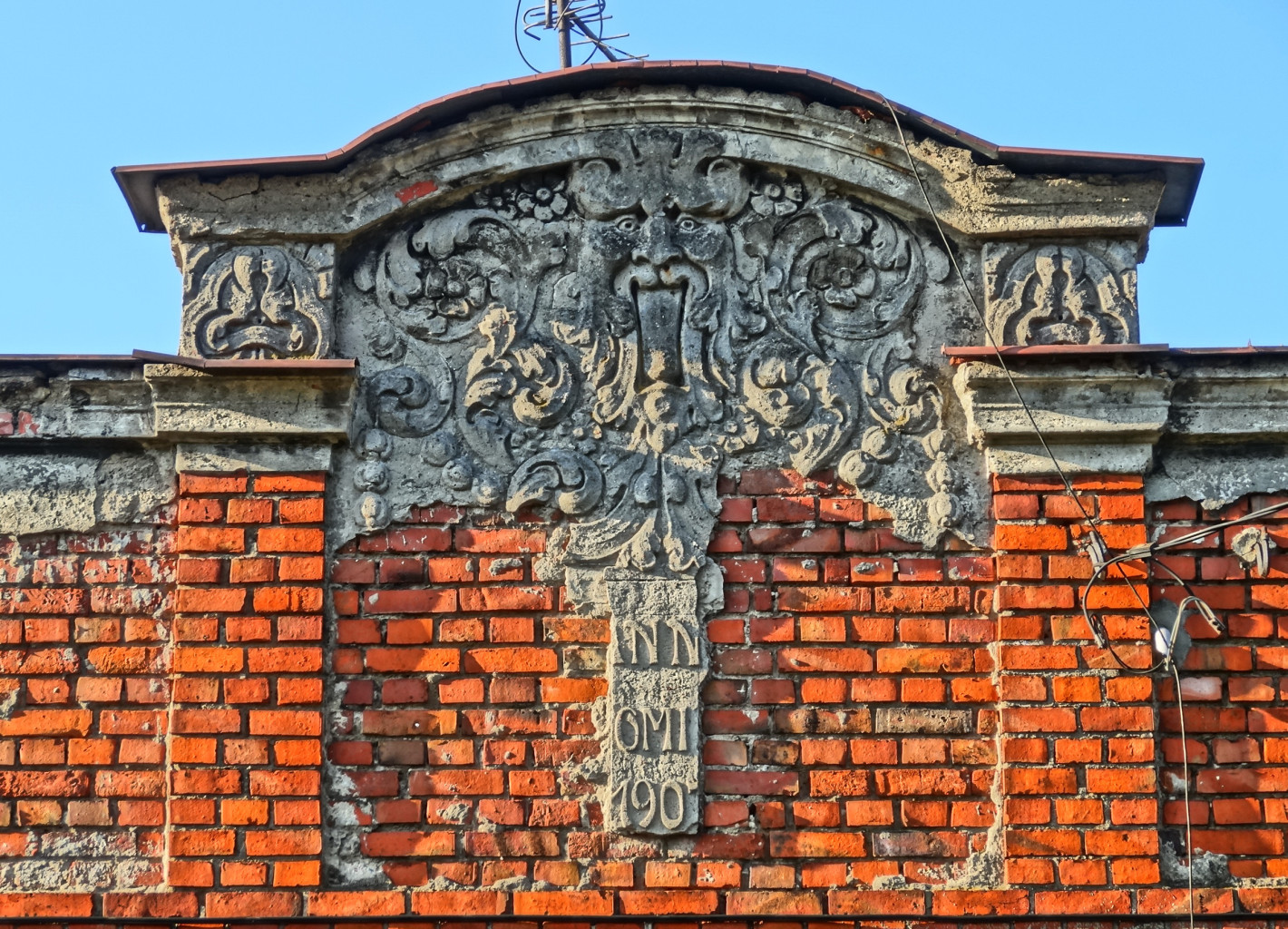
Pozostałości zdobień na kamienicy przy ul. Na Wzgórzu

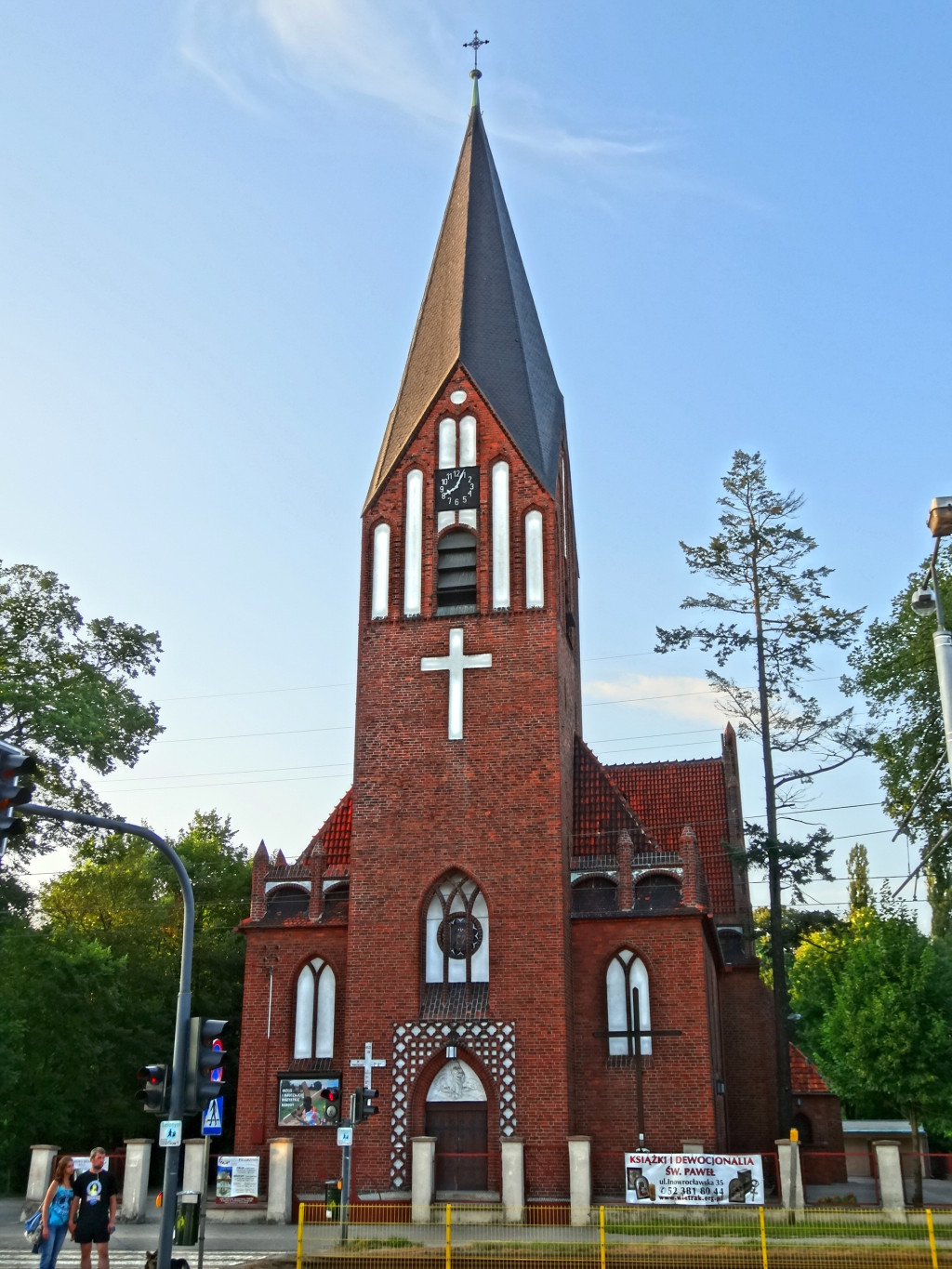
Kościół Miłosierdzia Bożego

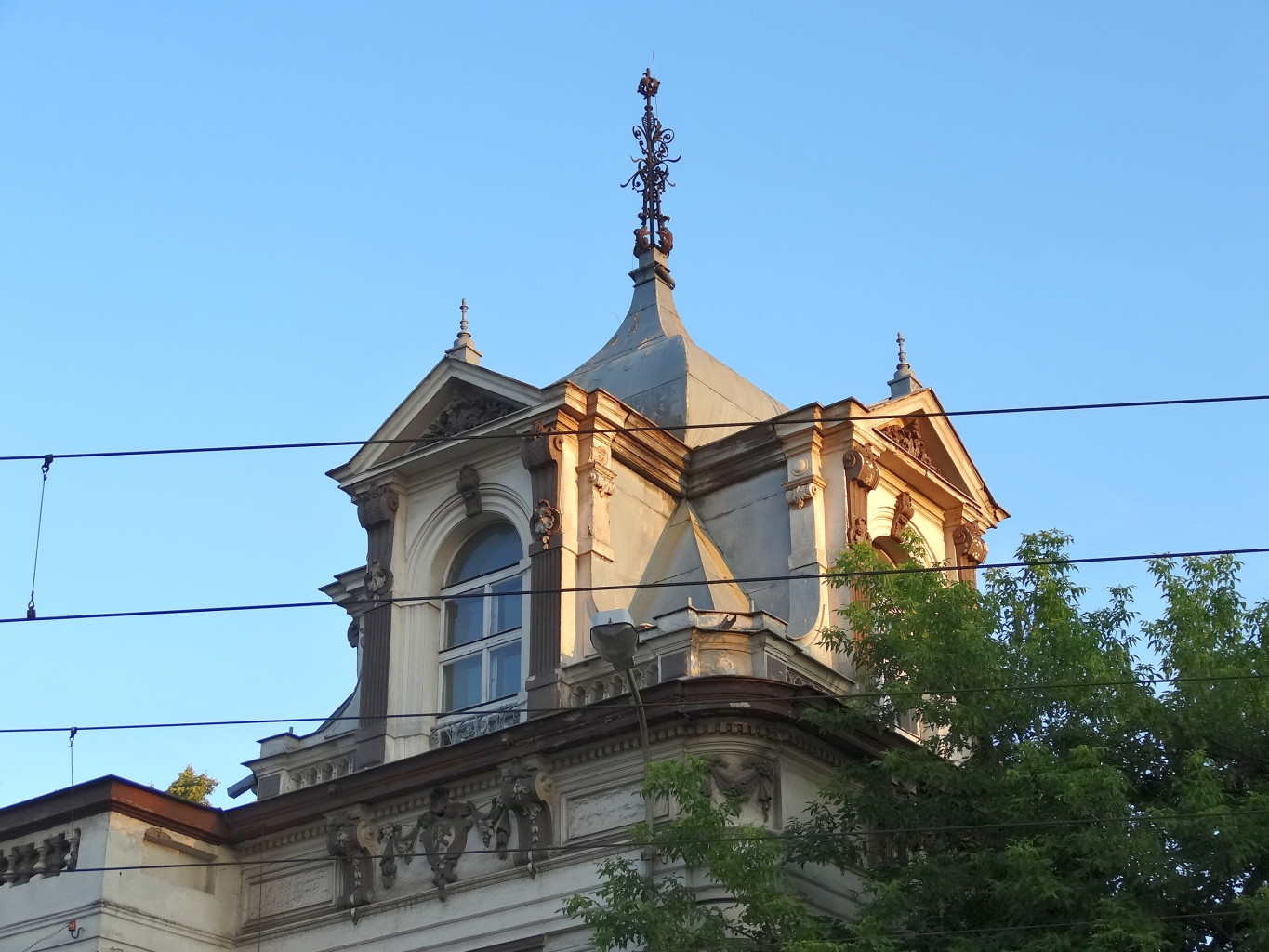
Willa Carla Blumwe przy ul. Nakielskiej

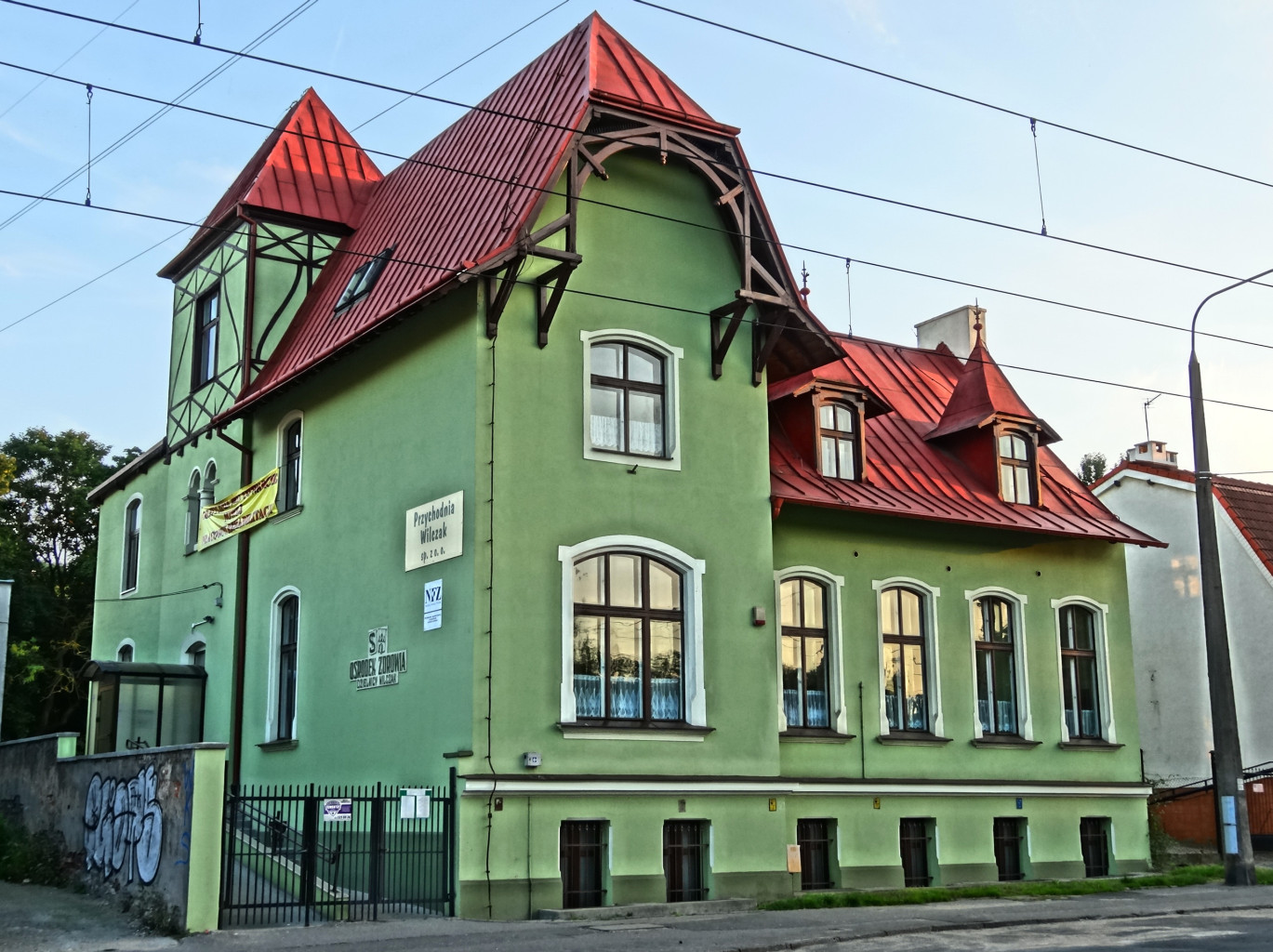
Willa ul. Nakielska 47 (1898, Fritz Weidner)

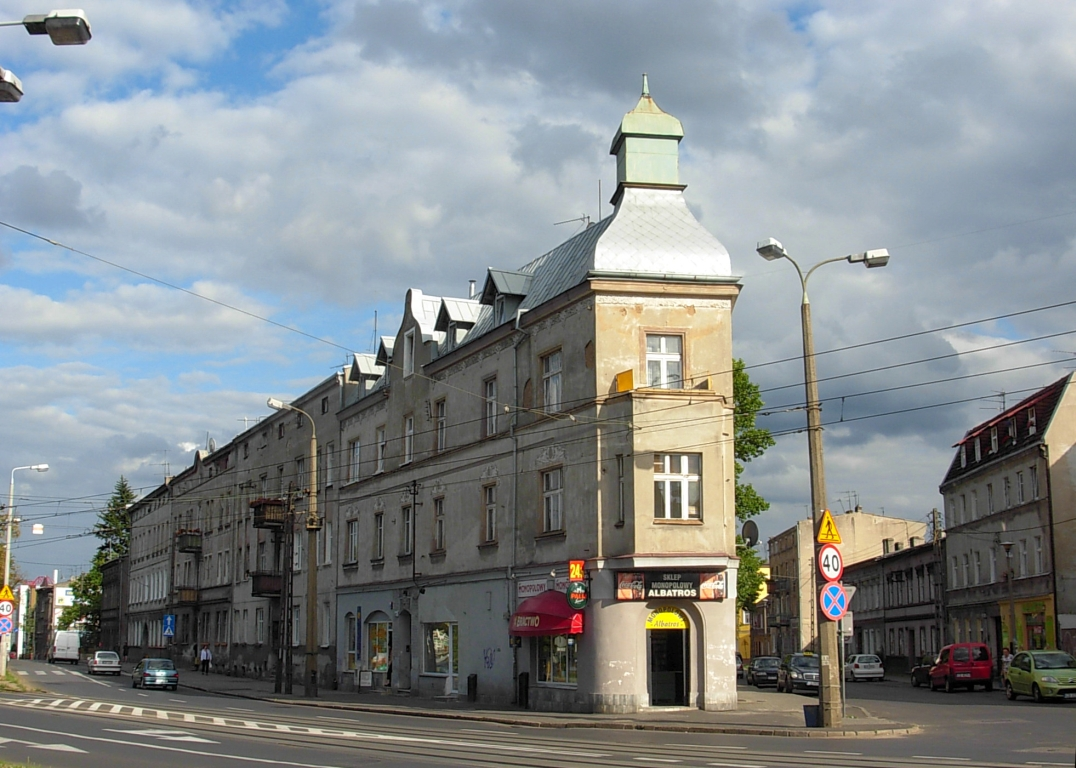
Skrzyżowanie ul. Nakielskiej i Dolina

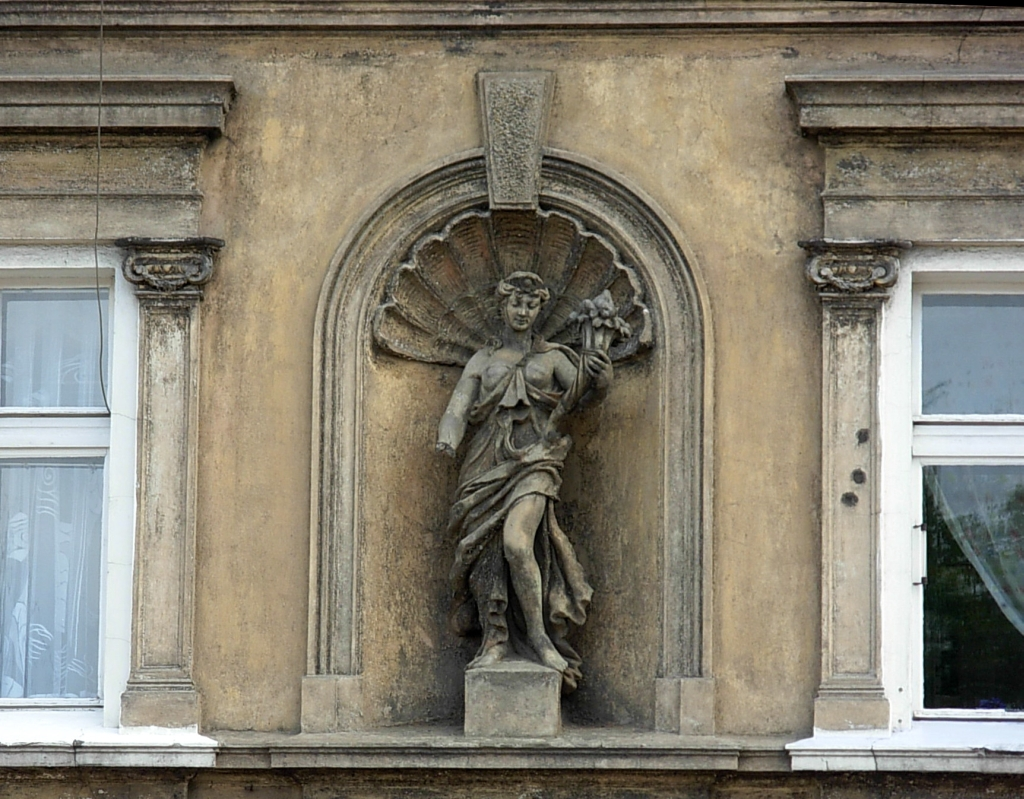
Figura alegoryczna

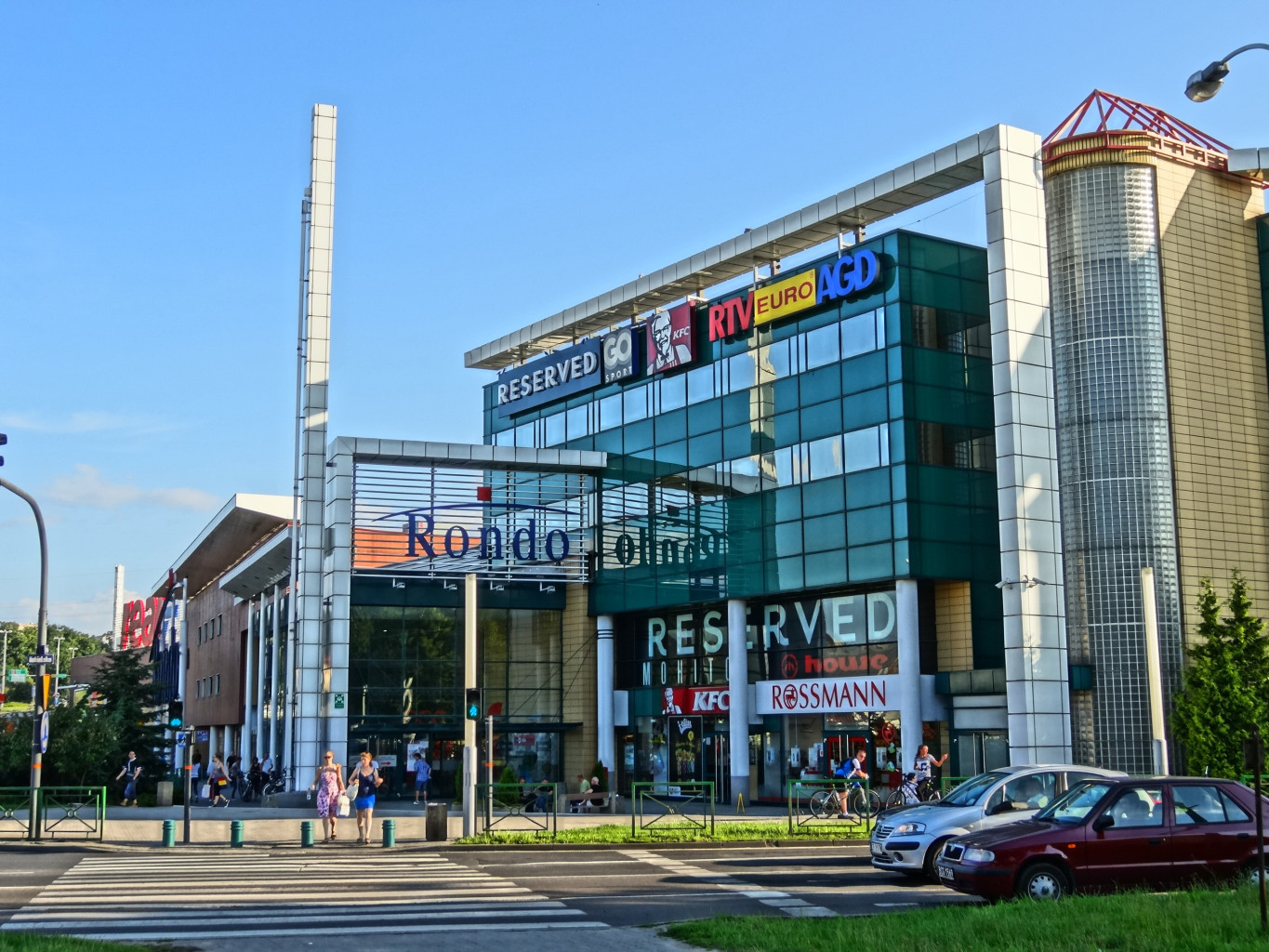
Centrum Handlowe Rondo

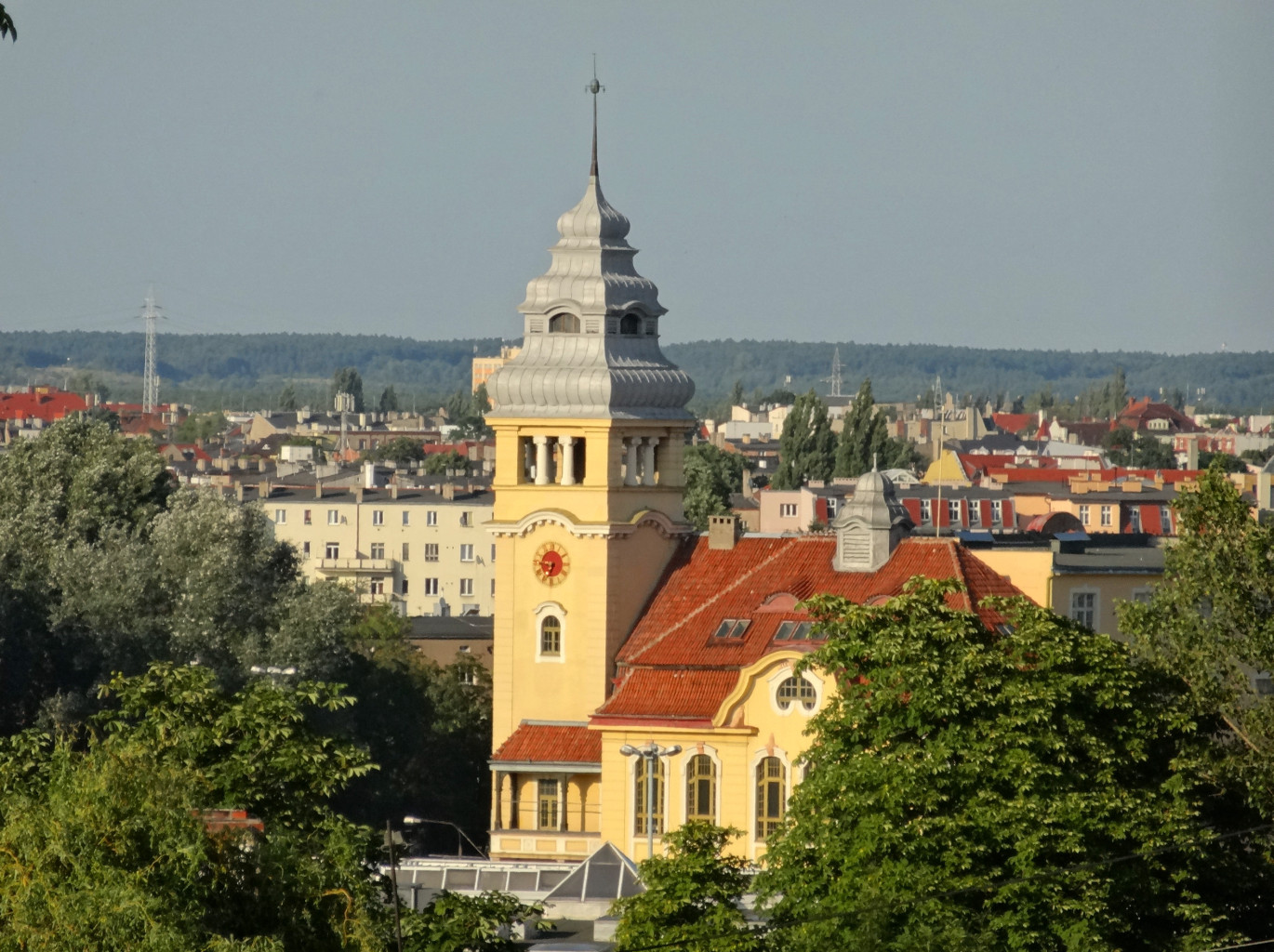
Widok z Wilczaka w kierunku budynku Zespołu Szkół Mechanicznych

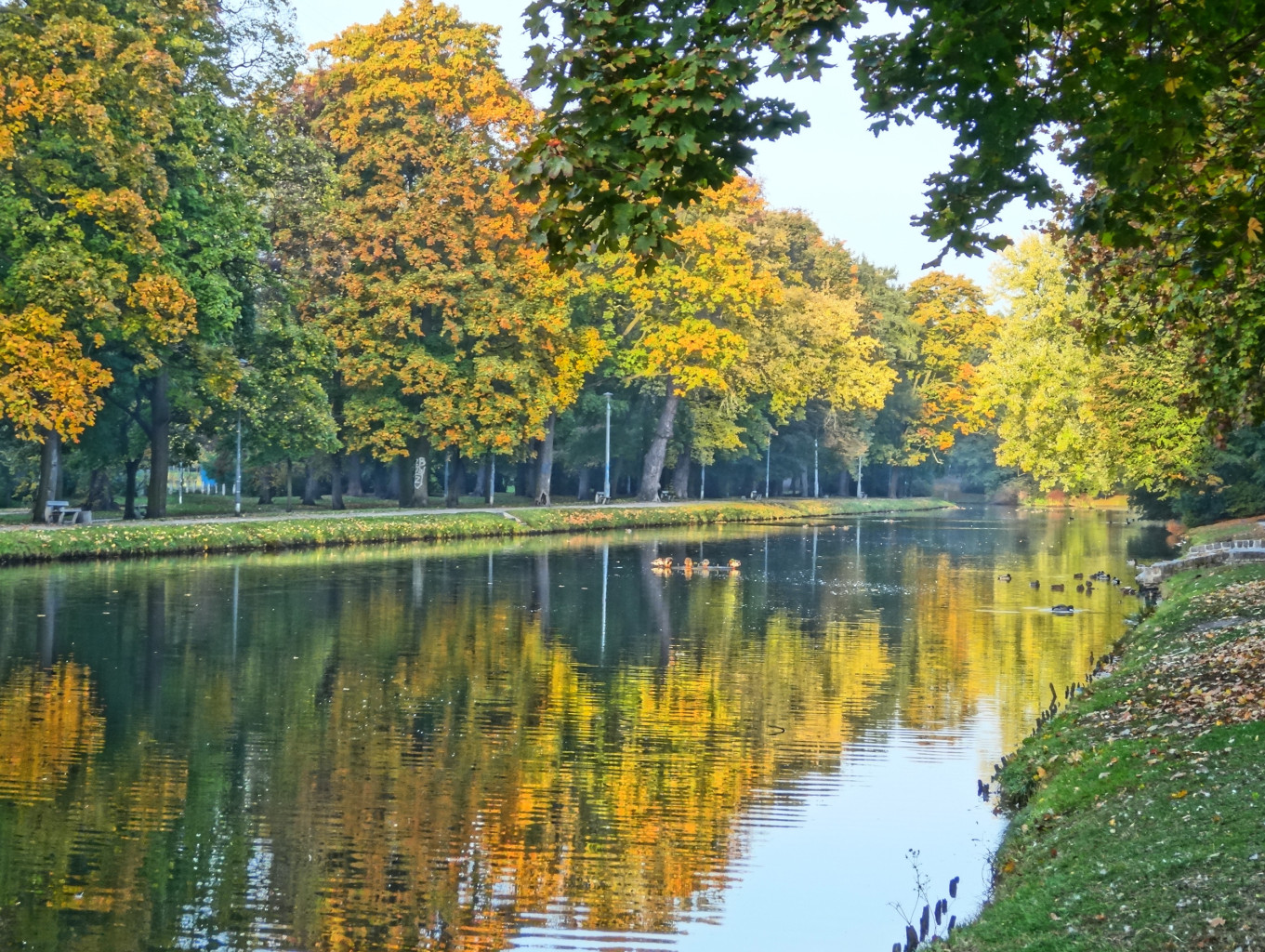
Planty nad Kanałem Bydgoskim w obrębie osiedla Wilczak

Wilczak (niem. Gross Willsack – 1789, Wilczak Gross – 1860, Printzenthal – 1876) – jednostka urbanistyczna (osiedle) miasta Bydgoszczy, położona w jego zachodniej części, przylegająca do Kanału Bydgoskiego.

## Położenie
Wilczak usytuowany jest w środkowo-zachodniej części Bydgoszczy i zaliczany do osiedli tzw. Górnego Tarasu Bydgoszczy. Sąsiaduje od zachodu z osiedlem Jary, od wschodu przez ul. Kruszwicką ze Śródmieściem (dawnym przedmieściem Poznańskim – Chwytowem), na południu z osiedlem Błonie, a na północy poprzez Kanał Bydgoski z Okolem.
Pod względem fizycznogeograficznym osiedle leży w obrębie makroregionu Pradolina Toruńsko-Eberswaldzka, w mezoregionie Kotlina Toruńska. Większa część osiedla znajduje się w mikroregionie Miasto Bydgoszcz Północne (taras dolny, ok. 46 m n.p.m.), natomiast część leżąca na południu, oddzielona Zboczem Bydgoskim należy do mikroregionu Miasto Bydgoszcz Południowe (taras górny, ok. 66 m n.p.m.).
Historycznie do obecnej jednostki urbanistycznej należy fragment gminy Wilczak włączonej do miasta w 1920 r. Zachodnia część gminy wyodrębniła się jako samodzielna jednostka urbanistyczna Jary, zaś część południowo-zachodnia dawnej gminy Wilczak stanowi obecnie część Błonia.

## Nazwa
Nazwę osiedla legendy wiążą z wilkiem, a także z panem miejscowych włości zwanym Wilczkiem. Legenda wspomina o dzierżawcy folwarku, który gości witał „Wilkiem”, to znaczy dużym pucharem (zwanym dawniej wilkom albo wilk) pełnym ognistego napoju. Nazwa nawiązuje również do legendy, którą wydał w 1935 roku redaktor Wincenty Sławiński w zbiorze pt. „Babia Wieś, z legend podmiejskich starej Bydgoszczy”. W tej pracy zamieścił także legendę: „Skąd się nazwa Wilczak wzięła”. Mianowicie mieszkający tu stary rycerz ze swymi synami i gromadą pachołków zatrzymywał wozy kupców krzyżackich sunące z Kujaw na zachód, a mijające Bydgoszcz. Zawracał je, aby mieszczanie korzystali z darów tej ziemi. Od imienia zaś wilka jakie przylgnęło do niego i jego pomocników z czasem i jego drewniane grodzisko i okolicę Wilczakiem nazwano.

## Charakterystyka
Wilczak jest osiedlem o charakterze mieszkaniowo-przemysłowym. Południową granicą osiedla są ulice: Seminaryjna, Wysoka i Stawowa, zachodnią – ulice: Lotników i Czerwonego Krzyża, wschodnią – ul. Kruszwicka, a północną – Stary Kanał Bydgoski. Dolny taras zajmują tereny parkowe nad Kanałem Bydgoskim oraz ul. Nakielska z pierzejami kamienic. Na górnym tarasie znajduje się zwarta zabudowa z XIX i początku XX wieku oraz domy jednorodzinne. Oba poziomy oddziela Zbocze Bydgoskie o wysokości ok. 18–20 m, w którym znajduje się jar, którym prowadzi ul. Czerwonego Krzyża. Wschodnie rubieże osiedla zajmuje centrum handlowe „Rondo”, natomiast w części zachodniej ulokowana jest Fabryka Obrabiarek do Drewna, funkcjonująca w tym miejscu nieprzerwanie od 1865 r. Na zachodnich rubieżach Wilczaka rozlokowane są obiekty sakralne: neogotycki kościół Miłosierdzia Bożego (przy ul. Nakielskiej) oraz kościół Chrystusa Króla (przy ul. Lotników) wraz z cmentarzem komunalnym. Osiedle przecinają drogi powiatowe: ul. Nakielska i Czerwonego Krzyża.
Wśród infrastruktury osiedla znajdują się m.in. gimnazjum niepubliczne, licea ogólnokształcące, szkoły średnie, zawodowe i policealne.
Do przedsięwzięć ujętych w „Planie Rozwoju Bydgoszczy na lata 2009–2014”, a dotyczących Wilczaka należą: przebudowa ul. Nakielskiej na odcinku od ul. Wrocławskiej do ul. Lisiej oraz budowa żłobka dla dzieci niepełnosprawnych.

### Ludność
W 1970 r. Wilczak zamieszkiwało 7,4 tys. osób, 20 lat później – 5,2 tys. W kolejnych latach liczba mieszkańców spadała: w 1998 r. wynosiła 4,7 tys. osób, w 2007 – 4,4 tys., a w 2012 r. – 4,2 tys.

### Zabytki
Wilczak posiada stylową zabudowę z przełomu XIX i XX wieku, a także zabytkowe budynki administracyjne i sakralne. Ulice rozplanowano w większości w XIX wieku. Kluczowym zabytkiem jest Kanał Bydgoski (stary, jak i nowy odcinek) z systemem śluz. Wśród obiektów zabytkowych znajdują się także: Kościół Miłosierdzia Bożego (1906), willa fabrykantów Carla i Wilhelma Blumwe, zaś tuż za granicą osiedla (na terenie os. Błonie) zespół katolickiego seminarium nauczycielskiego, w gestii Uniwersytetu Technologiczno-Przyrodncizego im. Jana i Jędrzeja Śniadeckich (1905–1907).

### Rekreacja
Na terenie Wilczaka znajduje się ok. 5 ha terenów zieleni urządzonej i 4 ha zieleni nieurządzonej. Głównym obszarem rekreacyjnym jest najstarszy i drugi co do wielkości park w Bydgoszczy, jakim są planty nad Kanałem Bydgoskim. Po południowej stronie Kanału ciągnie się rozległy zadrzewiony teren z alejkami, placami zabaw i kortami tenisowymi. W parku ukryte są trzy zabytkowe śluzy: IV, V i VI. Jedynym obiektem sportowo-rekreacyjnym na terenie osiedla w 2011 r. był plac zabaw położony w park nad Starym Kanałem w rejonie ul. Nakielskiej.
Rozwój terenów zieleni zawarty w planach urbanistycznych Bydgoszczy zmierza do powołania parku dzielnicowego w rejonie ulicy Czerwonego Krzyża na obszarze istniejącej tam zieleni urządzonej oraz przyległej nieurządzonej.

### Ochrona przyrody
Na terenie Wilczaka znajduje się pomnik przyrody – wiąz szypułkowy przy ul. Na Wzgórzu. Przy Rondzie Grunwaldzkim rośnie również pomnikowy dąb szypułkowy o obwodzie w pierśnicy ponad 330 cm.

## Historia

### Okres staropolski
Wilczak w okresie staropolskim stanowił uposażenie miasta Bydgoszczy. W XVIII wieku istniały tu wydzierżawiane przez miasto majątki ziemskie. 2 września 1732 r. bydgoska rada miejska wydzierżawiła na okres 40 lat folwark miejski Wilczak Wielki Dorocie i Krzysztofowi Połczyńskim, natomiast 9 kwietnia 1733 r. wydzierżawiła ponadto folwark Wilczę utożsamiany z Wilczakiem Małym Zofii i Stanisławie Gliszczyńskim. W 1742 r. oba folwarki przynosiły miastu 215 zł dochodu. W latach 50. XVIII wieku arendarzem Wilczaka był Tomasz Hafwtowski, a Wilczaka Małego (Wilczęcia) – Maciej Gliszczyński. W latach 1759–1762 wskutek pożaru, zwolnienie z czynszu otrzymał dzierżawca Wilczaka Małego.
Wilczak Wielki był zlokalizowany we wschodnim fragmencie ul. Czerwonego Krzyża, gdzie ulica opada jarem Zbocza Bydgoskiego. Natomiast Wilczak Mały zlokalizowany był na górnym tarasie na zachód od linii kolejowej, na terenie obecnego osiedla Miedzyń.

### Okres zaboru
Po budowie Kanału Bydgoskiego w 1774 r. odcięta została północna część majątku Wilczak Wielki, która z czasem przekształciła się w odrębną jednostkę: Okole (niem. Schleusenau). Mimo tego na początku XIX wieku folwark Wilczak Wielki obejmował kilkaset hektarów ziemi ornej, łąk i pastwisk. W obrębie majątku w 1819 r. znajdowały się m.in. dom mieszkalny z oficyną, stodoła, owczarnia, obora i stajnia ze spichlerzem. W 1839 roku Wilczak był największym folwarkiem miejskim o powierzchni 225 ha i obejmował tereny położone między Kanałem Bydgoskim i ulicą Szubińską oraz ulicami Miedza, Różana i dawnym folwarkiem Miedzyń. Zabudowania folwarczne znajdowały się przy dzisiejszej ulicy Czerwonego Krzyża przy pierwszym zakręcie w prawo idąc od ul. Nakielskiej. Początkowo ulica ta nie miała nazwy, stanowiąc dojazd do folwarku. Później nazwano ją Steilerweg, a po wybudowaniu cegielni Ziegelstrasse. W 1920 r. przemianowano ją na ul. Jary.
Spis miejscowości rejencji bydgoskiej z 1833 r. podaje, że w Wilczaku Wielkim (niem. Gross Wilczak) mieszkało 525 osób (208 ewangelików, 317 katolików) w 66 domach. Natomiast we wsi Wilczak Mały (niem. Klein Wilczak) mieszkało 26 osób (wszyscy ewangelicy) w 5 domach. W Wilczaku Wielkim istniał młyn wodny, który służył do wyrobu papieru. Według opisu Jana Nepomucena Bobrowicza z 1846 r. wsie Wilczak Wielki i Mały należały do majątku ziemskiego należącego do miasta Bydgoszczy. Kolejny spis z 1860 r. rozróżnia Wilczak Wielki, gdzie mieszkało 802 osób (376 ewangelików, 424 katolików, 2 Żydów) w 65 domach, Wilczak Mały, który liczył 71 osób (67 ewangelików, 4 katolików) w 10 domach oraz Wilczak kolonię, gdzie mieszkało 407 osób (292 ewangelików, 106 katolików, 9 Żydów) w 31 domach. Dzieci ewangelickie z Wilczaka uczęszczały do szkoły w Goryczkowie, a dzieci katolickie miały szkołę na miejscu w Wilczaku Wielkim. Miejscowość należała do parafii katolickiej i ewangelickiej w Bydgoszczy.
W XIX wieku kolejni właściciele majątku oddawali tereny dzierżawcom, którzy stawiali na nich zabudowania. W 1871 r. z ogólnego areału odłączono już około 100 działek o powierzchni ok. 80 ha. Do właścicieli folwarku Wilczak Wielki należeli m.in. rajca miejski Koelb (do 1832 r.), Louis Engelhardt, Christian Hempel (będący też dzierżawcą folwarku Grodztwo), lekarz Hugo Bille (1899), Franz Ebner (1902), Richard Stahr (1907), August Neumann (1912).
Słownik geograficzny Królestwa Polskiego dla roku 1884 podaje, że w miejscowości Wilczak Wielki mieszkało 2049 osób (1404 ewangelików, 632 katolików, 13 Żydów) w 103 domostwach. W tym samym czasie Wilczak Mały liczył 1567 mieszkańców (1143 ewangelików, 401 katolików, 8 Żydów) w 81 domach. Powierzchnia Wilczaka Wielkiego wynosiła 192 ha, a Małego – 21 ha. Na miejscu istniała szkoła, odlewnia żelaza oraz fabryka.
W 1862 r. przy ul. Nakielskiej 11 wybudowano szkołę ewangelicką, którą w 1874 r. połączono z istniejącą od 1841 r. przy ul. Nakielskiej 18 szkołą katolicką. W 1898 r. w 8 izbach lekcyjnych uczyło ośmiu nauczycieli mających pod opieką 630 uczniów w 11 klasach. Dziesięć lat później liczba uczniów przekroczyła 1000, co było powodem budowy w latach 1913–1915 nowego budynku szkolnego zachowanego do dzisiaj. Natomiast w 1898 z inicjatywy Wilhelma Blumwe powstał budynek przy ul. Nakielskiej 47, w którym powstało pierwsze przedszkole na Wilczaku (niem. Kinderberatungsanstalt). W 1890 r. na terenie Wilczaka Wielkiego było 119 dzierżawionych działek, usytuowanych przy sześciu ulicach: Miedza, Różana, Nakielska, Dolina, Na Wzgórzu, Ułańska. Około 20% właścicieli posiadało nazwiska polskie, z których połowa mieszkała Na Wzgórzu. Nieruchomości te zamieszkiwało wówczas 2101 mieszkańców, wśród których znajdowali się robotnicy, kupcy, urzędnicy i rzemieślnicy.
Szybki rozwój Wilczaka nastąpił w latach 1890–1914. Właściciele poszczególnych nieruchomości odsprzedawali parcele budowlane. Powstały nowe domy przy istniejących ulicach oraz nowe ulice z kamienicami czynszowymi, jak np. ul. Wincentego Pola, Chłopickiego i Stefana Czarnieckiego. W 1905 r. uruchomiono wzdłuż ul. Focha i Nakielskiej linię tramwajową z dzielnicy Bartodzieje Wielkie na Wilczak Wielki. Linię tę od roku 1912 oznaczano kolorem białym, a następnie oznaczeniem literowym C.
Od początku XIX w. wzdłuż Kanału Bydgoskiego urządzano park, który już w połowie wieku stał się głównym ośrodkiem rekreacyjnym nie tylko dla Wilczaka, ale dla całej Bydgoszczy. Planty na południowym brzegu poza liściastym drzewostanem posiadały pas drzew iglastych (sosny), dochodzących do ulicy Nakielskiej. Od ul. Miedza do nasypu kolejowego urządzono trzy lokale gastronomiczne typu Établissement, łączące funkcje rozrywkowe z kulturalnymi.
W 1900 r. wyodrębniła się parafia kościoła ewangelicko-unijnego, obejmująca Wilczak, Miedzyń i część Prądów. W latach 1904–1905 przy ul. Nakielskiej wzniesiono zbór ewangelicki służący parafii.
W 1901 roku na Wilczaku pojawiły się pierwsze tramwaje bydgoskie, kiedy oddano do użytku linię „białą” od ul. Jagiellońskiej przez plac Teatralny, ul. Focha, most Władysława IV, Kordeckiego, Św. Trójcy do ul. Nakielskiej w rejonie V śluzy Czarna Droga.
Spis z 1910 r. wykazał, że na Wilczaku (zajmującym wówczas obszar 273,33 ha) było 277 budynków i 6004 mieszkańców, w tym 1195 posługiwało się językiem polskim, 4741 – niemieckim, a 68 – hebrajskim. Z kolei w 1915 r. Wilczak liczył już 6193 mieszkańców i był jednym z lepiej rozwiniętych przedmieść Bydgoszczy, o charakterze przemysłowo-rzemieślniczym.

### Okres międzywojenny
W 1920 r. gmina Wilczak o powierzchni 217,33 ha wcielona została do Bydgoszczy. Była wówczas obok Okola, Szwederowa i Bielaw najbardziej zurbanizowanym z nowo włączonych osiedli. Obraz narodowościowy zmienił się na rzecz wyraźnej przewagi żywiołu polskiego.
Po przejściu Bydgoszczy w granice odrodzonego państwa polskiego, ostatni niemiecki właściciel folwarku Neumann skorzystał z prawa opcji i wrócił do Niemiec. W 1921 r. nowym właścicielem resztówki folwarku Wilczak (44 ha, które pozostało z 225 ha areału folwarku na początku XIX wieku) wraz z budynkami, cegielnią i tartakiem został Zarząd Główny Polskiego Czerwonego Krzyża w Warszawie. W dworku mieszkalnym właściciela urządzono sierociniec, w którym umieszczono przede wszystkim sieroty wojenne. W 1927 roku PCK był zmuszony zlikwidować sierociniec i rozparcelował w całości resztę majątku. Tereny te, znajdujące się obecnie w jednostce urbanistycznej Jary, zostały podzielone na działki budowlane (tzw. osiedle Czerwonego Krzyża). W prostokątnym obszarze ograniczonym ulicami: Czerwonego Krzyża, Ostroroga, Lotników i Madalińskiego wytyczono sieć uliczek, przy których w latach 30. zbudowano szereg prywatnych domów mieszkalnych, lecz kompletna zabudowa terenu nastąpiła dopiero po II wojnie światowej. Od 1927 r. ulicę łączącą z nowo wytyczonym osiedlem z ul. Nakielską przemianowano na ul. Czerwonego Krzyża.
W 1933 r. przy ul. Lotników otwarto cmentarz parafii Trójcy Świętej. W 1934 r. po sąsiedzku otwarto część wojskową cmentarza, która po 1945 r. została przekształcona w cmentarz komunalny. W okresie międzywojennym na Wilczaku mieściły się dwie siedmioklasowe publiczne szkoły powszechne: im. dr Karola Marcinkowskiego i druga im. Juliusza Słowackiego.

### Okres powojenny
Po 1945 r. Wilczakiem nazywano oficjalnie tylko wschodni obszar dawnej gminy Wilczak Wielki. Pozostałe tereny przydzielono nowym jednostkom urbanistycznym: osiedlu Jary oraz Błonie, gdzie w latach 60. powstało od podstaw duże osiedle mieszkaniowe. Opuszczony zbór ewangelicki przydzielono katolikom. Początkowo służył on jako kościół filialny dla potrzeb mieszkańców Wilczaka i Jarów. 24 sierpnia 1946 ks. kard. August Hlond wydał dekret ustanawiający katolicką parafię Miłosierdzia Bożego. Z uwagi na gęstą zabudowę i brak wolnych terenów, w okresie powojennym nie prowadzono na Wilczaku intensywnej zabudowy mieszkaniowej, w przeciwieństwie do osiedli: Jary i Błonie.
W 1950 r. wydłużono linię tramwajową wzdłuż ul. Nakielskiej od ul. Słonecznej do wiaduktu kolejowego. Wykorzystano przy tym tory zdemontowane z Kostrzyna nad Odrą, gdzie zlikwidowano trakcję tramwajową. W 1956 r. zdecydowano o wydłużeniu linii do kąpieliska przy ul. Plażowej, lecz inwestycja nie doszła do skutku wskutek sprzeciwu PKP, który nie był gotowy do przebudowy wiaduktu kolejowego nad ul. Nakielską. W rezultacie przy wiadukcie zbudowano jedynie pętlę tramwajową. Od końca lat 60. planowano również budowę linii tramwajowej na osiedle Błonie, która miała prowadzić od ul. Nakielskiej poprzez ul. Czerwonego Krzyża. W 1971 roku dokonano przebudowy torowiska ul. Nakielskiej, przenosząc go poza jezdnię na skraj parku. Powstałą wówczas nowa południowa jezdnia ul. Nakielskiej od ul. Wrocławskiej do ronda Grunwaldzkiego. Przebudowie uległ również układ torowisk tramwajowych. W 1974 r. zmodernizowano ul. Nakielską na odcinku od ul. Wrocławskiej do ul. Czerwonego Krzyża poszerzając ją z 6 do 13 m, a bruk zastąpiła nawierzchnia asfaltowa z torowiskiem tramwajowym pośrodku. Do 1980 r. zbudowano również ulicę Kruszwicką łączącą węzeł Grunwaldzki z placem Poznańskim. W 1984 r. przebudowano rondo Grunwaldzkie przesuwając go bardziej na zachód oraz odcinając linię tramwajową w ciągu ul. Grunwaldzkiej.
W 2013 na Wilczaku rozpoczęto wznoszenie Centrum Demonstracyjnego Odnawialnych Źródeł Energii przy Zespole Szkół Mechanicznych nr 2 – pierwszego budynku pasywnego na terenie Bydgoszczy, który ukończono w czerwcu 2014.
W 2019 miasto zrealizowało utwardzenie ażurowymi płytami betonowymi zachodniej części ul. W. Pola.

## Rada Osiedla
Pod względem administracyjnym Wilczak łącznie z Jarami tworzy jednostkę pomocniczą samorządu Miasta Bydgoszczy jako osiedle Wilczak-Jary. Rada Osiedla mieści się przy ul. Nakielskiej 70.

## Infrastruktura

### Obiekty sakralne
- Kościół Miłosierdzia Bożego – ul. Nakielska
- Kościół Chrystusa Króla – kościół parafialny dla osiedla Błonie, położony na południowo-zachodnich rubieżach os. Wilczak
- Cmentarz katolicki Trójcy Świętej – ul. Lotników 1

### Edukacja
- Szkoły NEKS Liceum Ogólnokształcące dla Dorosłych
- Bydgoskie Gimnazjum Społeczne
- II Społeczne Liceum Ogólnokształcące im. Krzysztofa Kamila Baczyńskiego
- Zespół Szkół nr 1 im. Bartłomieja z Bydgoszczy
- Zespół Szkół Mechanicznych nr 2
- Centrum Kształcenia Ustawicznego nr 1
- Centrum Kształcenia Praktycznego
- Bursa nr 3

### Budynki użyteczności publicznej
- „Przychodnia Wilczak” w Bydgoszczy
- „Przychodnia Nowy Wilczak”
- Niepubliczny Zakład Opieki Zdrowotnej „Nowy Wilczak” w Bydgoszczy
- NZOZ Poradnia Zdrowia Psychicznego
- Polski Związek Motorowy PZMot
- Park Hotel ***
- Centrum Demonstracyjne Odnawialnych Źródeł Energii przy Zespole Szkół Mechanicznych nr 2

### Przemysł i handel
- Centrum Handlowe „Rondo” z hipermarketem Auchan – najstarsze w Bydgoszczy, zbudowane w 1998 r. dwukondygnacyjne centrum handlowe z podziemnym parkingiem, o pow. ok. 4 ha.

### Sport
W 1918 r. na Wilczaku młodzi polscy robotnicy założyli „Towarzystwo Terminatorów” z sekcją piłki nożnej. Powstały w tym czasie cztery boiska piłkarskie, w tym stadion miejski „Świtały” na Miedzyniu z trybuną (późniejsza „Gwiazda Bydgoszcz”, która jest najstarszym rodowitym klubem sportowym w Bydgoszczy).
W dzielnicy znajdują się również korty tenisowe TKKF Świt Bydgoszcz.

## Komunikacja
Przez Wilczak przejeżdżają następujące linie komunikacji miejskiej:
1. tramwajowe dzienne: 1, 3
2. autobusowe dzienne: 56,62,90
3. autobusowe nocne: 36N

## Ciekawostki

### Góra Szubieniczna
Do 1805 r. na wzgórzu w rejonie ul. Seminaryjnej-Lubelskiej istniało miejsce straceń, zwane Górą Szubieniczną. W pobliżu mieszkali kaci, do 1858 r. wymieniani w księgach gruntowych. W celu uniknięcia kontaktu ludności z rozbudowujących się przedmieść z widokiem egzekucji i zwłok, szubienicę przeniesiono na teren przy drodze do Niemcza. Z początkiem XIX wieku władze miejskie oddały ziemię u podnóża wzgórza osobom prywatnym do zagospodarowania w formie dziedzicznej dzierżawy. Wówczas powstała tu dzisiejsza ulica Lubelska, a potem jej przedłużenie – ul. Na Wzgórzu.
W 1834 r. wzgórze przekształcono w park tarasowy z drzewostanem złożonym z dębów, buków, grabów, jesionów, lip, klonów i kasztanowców. Nazwę Góra Szubieniczna (niem. Galgenberg) zmieniono w 1835 r. na Wzgórze Książęce (niem. Prinzenhöhe), co miało związek z pobytem w tym miejscu 15 czerwca 1835 r. następcy tronu pruskiego, późniejszego Fryderyka Wilhelma IV. Pozostałością po parku jest istniejąca aleja przy ul. Seminaryjnej naprzeciw szpitala oraz zieleń na zboczu.

### Fabryka maszyn na Wilczaku
W 1878 r. rozpoczęto na Wilczaku produkcję traków oraz maszyn do obróbki drewna na terenie, który od końca XVIII w. był miejscem prowadzenia działalności gospodarczej (papiernia 1801-1846, fabryka maszyn z odlewnią żelaza 1846-1878). Właścicielem przedsiębiorstwa był Carl Blumwe, a od 1887 r. jego syn Wilhelm. Rozwój fabryki związany był z korzystną koniunkturą dla przemysłu drzewnego w Bydgoszczy, związaną z eksportem drewna z Królestwa Kongresowego drogą wodną przez Wisłę i Kanał Bydgoski do Cesarstwa Niemieckiego. W końcu XIX wieku firma miała swoje przedstawicielstwa w Berlinie, Magdeburgu i Kolonii, a wyroby eksportowała m.in. do Chin, Ameryki i Afryki. Działalność przedsiębiorstwa w niemałym stopniu przyczyniła się do rozwoju Wilczaka.
W okresie międzywojennym fabryka początkowo była oddziałem grudziądzkiej spółki Pomorska Fabryka Maszyn S.A., a od 1928 roku usamodzielniła się pod nazwą Fabryka Traków i Maszyn do Obróbki Drzewa, dawniej C. Blumwe i Syn, Sp. Akc. w Bydgoszczy. Od 1970 roku przedsiębiorstwo wyspecjalizowało się w zakresie produkcji linii technologicznych dla przemysłu tartacznego.
Kompleks fabryczny powstał w II połowie XIX wieku na podobieństwo założeń przemysłowych znanych z Łodzi czy Warszawy. W obiekcie willa fabrykanta z założeniem ogrodowym jest zlokalizowana w obrębie zakładu.